# Божидар Антуновић
Божидар Антуновић ( Нови Сад, 24. јул 1991) је српски атлетичар, специјалиста за бацање кугле. Члан је АК Градитељ из Инђије. Студира на Државном универзитету у Аризони.

## Спортска биографија
Каријеру је започео као бацач диска да би убрзо прешао на куглу. Кадетски је првак Србије 2008, а 2009. првак за млађе јуниоре. На Светском јуниорском првенству 2010. у Монктону у Канади постигао је велики успех постављањем новог личног рекорда за старије јуниоре 20,20 м, (6 кг), чиме је освојио друго место и сребрну медаљу. Ово је прва медаља са Србију у дисциплини бацање кугле са светских јуниорских првенстава.
Учествовао је на Европском првенству 2012. у Хелсинкију, где је испао у квалификацијама.

## Значајнији резултати
| Год. | Такмичење                    | Место            | Плас. | Рез.         | Детаљи                                    |
| ---- | ---------------------------- | ---------------- | ----- | ------------ | ----------------------------------------- |
| 2009 | Европско јуниорско првенство | Нови Сад, Србија | 5.    | 19,26 (6.кг) |                                           |
| 2010 | Светско јуниорско првенство  | Монктон, Канада  |       | 20,20 (6.кг) |                                           |
| 2012 | Европско првенство           | Хелсинки, Финска | 21.   | 18,69 м      | Архивирано на веб-сајту (5. октобар 2015) |

## Лични рекорди
| Дисциплина   | Дисциплина   | Резултат | Место          | Датум             |
| ------------ | ------------ | -------- | -------------- | ----------------- |
| Бацање кугле | На отвореном | 19,85 м  | Тусон, САД     | 19. мај 2012.     |
| Бацање кугле | У дворани    | 20,02 м  | Албукерки, САД | 22. фебруар 2013. |